# NGC 2696
NGC 2696 é uma galáxia elíptica (E) localizada na direcção da constelação de Hydra. Possui uma declinação de -05° 00' 34" e uma ascensão recta de 8 horas, 50 minutos e 42,0 segundos.
A galáxia NGC 2696 foi descoberta em 1886 por Ormond Stone.